# شهرستان کروسنو
شهرستان کروسنو (به لهستانی: Powiat Krosno) یک شهرستان در لهستان است که در استان پودکارپاتسکیه واقع شده‌است. شهرستان کروسنو ۹۲۳٫۷۹ کیلومتر مربع مساحت و ۱۰۹٬۷۱۵ نفر جمعیت دارد.

## خواهرخوانده
شهر Budapest XVII. kerülete خواهرخواندهٔ شهرستان کروسنو هست.